# Фридрих Хебел (награда)
Културната награда „Фридрих Хебел“ (на немски: Friedrich-Hebbel-Preis) е учредена през 1913 г. и се раздава на всеки две години от „Фондация Фридрих Хебел“ – винаги на 18 март, рождения ден на писателя Фридрих Хебел (1813-1863).
С наградата се удостояват „живеещи в Северна Германия творци, чиито произведения се открояват над средното равнище“.
От 1922 до 1955 г. наградата не се присъжда. От 1954 г. се раздава сравнително редовно.
Отличието е на стойност 5000 €.

## Носители на наградата за литература (подбор)
- Дорис Рунге (1987)
- Дирк фон Петерсдорф (1993)
- Феридун Заимоглу (2002)
- Карен Дуве (2004)